# Лојбен-Шлајниц
Лојбен-Шлајниц (њем. Leuben-Schleinitz) општина је у њемачкој савезној држави Саксонија. Једно је од 34 општинска средишта округа Мајсен. Према процјени из 2010. у општини је живјело 1.503 становника. Посједује регионалну шифру (AGS) 14627120.

## Географски и демографски подаци
Лојбен-Шлајниц се налази у савезној држави Саксонија у округу Мајсен. Општина се налази на надморској висини од 139 метара. Површина општине износи 26,7 km². У самом мјесту је, према процјени из 2010. године, живјело 1.503 становника. Просјечна густина становништва износи 56 становника/km².